# Secret of Evermore
Secret of Evermore (engl. „Geheimnis von Evermore“) ist ein Rollenspiel für das Super Nintendo, welches am 1. Oktober 1995 in Nordamerika und am 22. Februar 1996 in Europa von Square (heute Square Enix) veröffentlicht wurde. Es stellte das erste und letzte in Nordamerika entwickelte Spiel der Firma dar und sollte speziell westliche Spieler ansprechen. Das Spiel ist für 1-Spieler vorgesehen und erinnert durch seine Spielart, das charakteristische Ringmenü und sein echtzeitbasiertes Kampfsystem stark an Secret of Mana, hat jedoch seinen eigenen Stil und eine eigene Geschichte, die weniger mit dem Fantasygenre von Secret of Mana vergleichbar ist. Secret of Evermore ist insofern einzigartig, da es das einzige Spiel ist, das von Square-Designern in Nordamerika entwickelt wurde. In Japan wurde das Spiel nie veröffentlicht.

## Handlung
Die Geschichte beginnt 1965 in Großostheim (Sitz von Nintendo in Deutschland zum Veröffentlichungszeitpunkt des Spiels; in der englischen Version Podunk). Dort steht damals wie heute in einem großen Garten ein geheimes Labor. Das Labor wurde von Professor Igor Seltsam errichtet. Prof. Igor Seltsam entwickelte eine Maschine, die es ermöglichen sollte, ein Tor in eine selbst erschaffene Welt (Evermore) zu öffnen. Doch als die Maschine vorgeführt werden sollte, kam es zu einem Unfall, der den Professor mitsamt seinen drei Bekannten (Zora Zottelzopf, Hektor Lektor und Gunilla von Fettamsel) aus Großostheim nach Evermore beförderte. Bis zum Jahre 1995 blieb das Labor unentdeckt und verwahrloste. Der Erste, der das Labor seit dem Vorfall wieder betritt, ist ein Teenager, der nach seinem Hund sucht. Durch Zufall entdeckt er die Maschine und wird mit seinem Hund nach Evermore teleportiert. Auf seiner Suche nach einem Weg zurück in die echte Welt wird klar, dass in Evermore eine unbekannte Person die Fäden finsterer Machenschaften zieht. Im Verlauf ihrer Reise durchlaufen der Junge und sein Hund die historischen Epochen Prähistorie, Antike, Gotik und landen auf einer Raumstation aus ferner Zukunft, dort treffen sie jeweils einen Bewohner aus Großostheim und ihren böswilligen Doppelgänger und stellen sich mächtigen Gegnern.

## Entwicklung
Anfang 1994 begann die Entwicklung von Secret of Evermore bei SquareSoft, Redmond (Washington) und im Büro der japanischen Muttergesellschaft Square. Das Konzept eines Jungen, der mit seinem Hund durch eine Welt reist, die auf kitschigen B-Filmen basiert, wurde aus Übersee diktiert. Square Soft begann mit der Arbeit an der detaillierten Handlung. Dies führte zu populären Kulturreferenzen und Dialogen, die für ein Mainstream-Konsolen-Rollenspiel eindeutig amerikanisch sind. Der Associate Producer und Autor des Spiels, George Sinfield, entschied, dass sie den amerikanischen Spielern vertraut sein würden. Viele Elemente von Secret of Evermore wurden aus Secret of Mana kopiert, weil sie sich als wirksam erwiesen hatten.

### Ursprüngliches Konzept
Der Arbeitstitel des Spiels hieß Vex and the Mezmers. Das ursprüngliche Konzept des Produzenten Alan Weiss hatte eine Gruppe magischer Benutzer, die "Traumgeschichten erzählen und die Zuhörer virtuell in die Erfahrung versetzen konnten". Während einer Storytelling-Sitzung ist Vex gefangen und beginnt, die Träume zu verderben. Das Spiel bestand darin, dass der Spieler Vex fand und ihn besiegte. Sinfield bat darum, seinen Namen zu ändern. Das Studio hatte einen Namenswettbewerb, der zu Secret of Evermore führte; Der Komponist Jeremy Soule behauptet, das Teammitglied gewesen zu sein, das den Namen "Evermore" eingereicht hat. Daniel Dociu entwarf dazu die verschiedene Konzeptzeichnungen.

### Einzelspieler-Spiel
Die Größe des Spiels war ein frühes Problem. Secret of Evermore wurde zu einem Einzelspieler-Spiel gemacht, um Speicherplatz zu sparen, da das Spiel ursprünglich als 12-Megabit-Spieltitel geplant war, aber letztendlich doch ein 24-Megabit-Spiel wurde. Es war der Versuch, die Komplexität zu reduzieren.

„Wir waren ein völlig neues Team, viele von uns neu in der Branche, und es schien ratsam, Risiken auszuschließen. Es hat etwas von einem Minenfeld, wenn zwei oder mehr Spieler unabhängig voneinander Charaktere auf einer großen, scrollbaren Karte steuern können. Schon früh hatten wir in Secret of Mana einige Fälle erlebt, in denen es uns gelungen war, unsere Charaktere so zu verkeilen, dass wir den letzten Speicherstand neu laden mussten. Das hat uns Sorge bereitet. Wenn ein erfahrenes und kluges Team in Japan es nicht richtig hinbekommen hatte, sah es schlecht für uns aus. Im Nachhinein wünschte ich mir wirklich, wir hätten uns zusammengerissen und die Mängel ausgebügelt. Ich denke, das war ein echter Misserfolg unsererseits. ... Unabhängig davon haben wir tatsächlich absolut alles von Grund auf neu geschrieben, sowohl auf der Werkzeugseite als auch auf der Spielseite.“

### Programmierung
Mithilfe von Computersoftware, einschließlich der Workstations SGI Indy II und Alias, wurden die Grafik und das Design des Spiels von drei Animatoren, vier Hintergrundkünstlern und einem 3D-Rendering-Künstler entworfen. Es wurde mit dem SAGE-Programm (Square's Amazing Graphical Editor) des Unternehmens unter der Leitung des Programmierers Brian Fehdrau zusammengestellt. SAGE war eine benutzerdefinierte Mac-Anwendung, mit der alle grafischen Komponenten des Spiels bearbeitet werden konnten, einschließlich Kacheln, Karten, Charaktere, Animationen, Effekte usw. Das Spiel teilt sich dabei in eine Weltkarte und Gebietskarten, die sich auch durch die Verwendung unterschiedlicher Grafikdarstellungen sichtlich unterscheiden (2D Tiles für die Gebietskarten und Texture-Mapping Mode 7 für die Weltkarte). Anstatt ihre Arbeit an die Programmierer übergeben zu müssen, konnten die Künstler und Designer ihre Ideen direkt mit dem SAGE-Programm testen. Es wurde sehr viel Zeit mit der Datenkomprimierung verbracht, da das Spiel unkomprimiert 50–70 MBit groß war. Unter Verwendung eines anderen Firmenprogramms, SIGIL (Square Interpreted Game Intelligence Language), konnte das Endprodukt hergestellt werden.

### Musik
Jeremy Soule komponierte und produzierte die Partitur für Secret of Evermore mit 19 Jahren. In der High School war Soule ein großer Fan von Videospielen, fand aber, dass den meisten ihrer Partituren "Drama und Intensität fehlten". Nach Abschluss der High School erstellte Soule eine experimentelle Demo, die zeigte, wie Videospielergebnisse seiner Meinung nach klingen sollten. Soule wurde von Square Soft engagiert und produzierte die Musik. Soule beschreibt es als eine Mischung aus Umgebungsgeräuschen und zurückhaltender Musik. Der Soundtrack wurde auf einer CD mit 29 Titeln veröffentlicht, von denen die ersten acht arrangiert sind. Die CD wurde von Square Soft veröffentlicht und war zunächst nur für diejenigen erhältlich, die Secret of Evermore vorbestellt hatten.

### Veröffentlichung
Es gibt ein anhaltendes Missverständnis, dass das Spiel ein Nachfolger von Secret of Mana ist oder anstelle dessen veröffentlicht wurde. Andere Square-Titel wie Final Fantasy VI und Chrono Trigger wurden gleichzeitig mit der Produktion von Secret of Evermore lokalisiert. Brian Fehdrau erklärte in einem Interview, dass Secret of Evermore nicht anstelle von Trials of Mana erstellt wurde und dass das Team, das Secret of Evermore entwickelte, aus neu eingestellten Mitarbeitern zusammengestellt und sonst niemals zusammengestellt worden wäre. Einige der Teammitglieder schlossen sich später Humongous Entertainment an. Daraus entstand Cavedog Entertainment, während sich der Rest des Teams auf andere Spielestudios in der Region Seattle wie Electronic Arts, Boss Game Studios, Microsoft Game Studios und Gas Powered Games ausbreitete. Secret of Evermore wurde am 1. Oktober 1995 in Nordamerika veröffentlicht. 1996 wurde es für den nicht englischsprachigen Markt in einigen PAL-Gebieten, darunter Australien und Neuseeland, ins Deutsche, Französische und Spanische übersetzt. Einige PAL-Versionen, wie etwa die deutsche, wurden in einer großen Schachtel verpackt und enthielten einen Spieleberater.

## Charaktere

### Spieler-Charaktere (SC)
Der Spieler kann sowohl den Jungen als auch den Hund steuern. Jeweils einer verhält sich dabei aktiv, der andere passiv. Die aktive Figur wird komplett vom Spieler gesteuert, die passive agiert computergesteuert. Jedoch kann auf bestimmte Aktionen der passiven Figur Einfluss genommen werden (z. B. die Zielbestimmung). Entscheidungen wie gewirkte Zauber und getragene Schutzrüstung werden immer vom Spieler getroffen. Die gesteuerte Figur kann jederzeit mit der SELECT-Taste gewechselt werden.
- Der Held – Als Protagonist des Spiels verfügt er über ein anspruchsvolleres Rüstsystem (Rumpf, Arm, Kopf), ist der Alchemie mächtig (die Zaubersprüche in Secret of Evermore) und kann Heilgegenstände einsetzen. Zudem sammelt er im Laufe des Spiels eine breite Auswahl an verschiedenen Waffen (Schwerter, Äxte, Speere und eine Bazooka). Die Stärke und Beschaffenheit steigt mit den verschiedenen Epochen.
- Der Hund – Sein Aussehen variiert zwischen den verschiedenen Epochen. Als „Rüstungen“ stehen dem Hund nur Halsbänder zur Verfügung, die sich aber mit der Stärke der Rüstungen des Jungen vergleichen lassen. Außerdem kann man durch Drücken einer der beiden Schultertasten den Hund dazu veranlassen nach Gegenständen und Zutaten für alchemistische Formeln zu schnuppern. Als Waffen bedient sich der Hund seiner Zähne und Krallen (in der letzten Epoche allerdings Laser-Geschossen). Das Aussehen verändert sich im Spiel wie folgt:
  - Wolfshund – Prähistoria
  - Windhund – Antika
  - Pudel – Gotika
  - Toasterhund – Assitopia

### Nicht-Spieler-Charaktere (NSC)
Auf seiner Reise durch Evermore begegnet der Spieler den verschiedenen Bewohnern aus Großostheim. Sie haben sich in den 30 Jahren in Evermore eingelebt und bieten dem Spieler ihre Hilfe an, sei es durch seltene Zauberperlen, die es dem Spieler erlauben zusätzliche Zauber zu wirken, oder durch das Überreichen von alchemistischen Formeln. Jeder von ihnen hat einen bösen Zwilling, der den Spieler immer wieder behindern will.
- Zora Zottelzopf (Feuerauge) (Elizabeth) – Die Enkelin von Professor Igor Seltsam. Ein kleines Mädchen mit roten Haaren, welches zum Häuptling eines Dschungeldorfes ernannt wurde. Sie ist in der ersten Epoche „Prähistoria“ anzutreffen.
- Hektor Lektor (Horace Highwater) – Ein Historiker, der in der zweiten Epoche „Antika“ vertreten ist.
- Gunilla von Fettamsel (Camellia Bluegarden) – Königin eines Schlosses der dritten Epoche „Gotika“, welche vor der Reise in die Welt Evermore Bibliothekarin war.
- Professor Igor Seltsam (Professor Sidney Ruffleberg) – Der Besitzer des geheimen Labors in Großostheim und Erschaffer von Evermore. Er lebt in der vierten und letzten Epoche „Assitopia“, wo er sich in seine Studien und Arbeiten vertieft.
- Edgar (Carltron) – Eigentlich als Androiden-Assistent von Professor Seltsam gedacht, entwickelte Edgar einen eigenen Willen und brachte die bösen Einflüsse nach Evermore. Da man „Edgars Roboter“ als letztem Gegner des Spiels die Stirn bieten muss, kann man ihn als den Antagonisten bezeichnen. Man trifft ihn ebenfalls in „Assitopia“ an.

## Epochen
Im Verlauf des Spiels durchreist der Spieler die verschiedenen Epochen von Evermore, die wie eine Zeitrafferreise durch die Epochen der echten Welt wirken. Sie sind jedoch nur geographisch voneinander getrennt, Zeitreisen oder -sprünge gibt es nicht. Später im Spiel kann man jede Epoche noch einmal besuchen, sobald man in den Besitz eines Fluggeräts kommt. Jede Epoche hat ihre eigene Währung, die zwischen den Epochen umgetauscht werden kann.
- Prähistoria (Prehistoria) – Diese Epoche besteht hauptsächlich aus dichtem Urwald und einer dazu passenden Flora und Fauna. Der Spieler trifft hier auf „Feuerauge“ in ihrem Dschungeldorf. Nördlich gibt es einen Mammutfriedhof und einen Vulkan, östlich davon einen Sumpf und südöstlich vom Dorf eine „Käfersteppe“. Die Bewohner leben steinzeitlich und die Waffen und Rüstungen wirken auch eher primitiv. Gegner sind unter anderem Moskitos, Rankenpflanzen, Larven und Dinosaurier. Bezahlt wird mit Krallen.
- Antika (Antiqua) – Diese Epoche stellt die frühe Bronzezeit dar. Getrennt durch eine riesige Wüste, gibt es im Süden die Piratenstadt „Krotzkrübel“ (Crustacia) und nördlich die altrömische Stadt „Allelachema“ (Nobilia), in der der Spieler auf einem großen Markt mit Tauschwaren seltene, hilfreiche Gegenstände erwerben kann. Westlich von Krotzkrübel findet sich Hektor Lektors Lager, der antike Kolossia-Tempel und eine Pyramide, in der es jeweils eines von zwei Diamantaugen zu finden gilt. Waffen und Rüstzeug sind nun vorwiegend aus Bronze. Gegner sind unter anderem Satyre, giftige Spinnen, umherspringende Sarkophage und Humanoide mit Tierköpfen. Bezahlt wird mit Juwelen.
- Gotika (Gothica) – Die dritte Epoche ähnelt mit dem gotischen Baustil stark dem bekannten Mittelalter. Hier sind zwei große Städte samt Schlössern durch ein riesiges Schachbrett getrennt, „Chaosturm“ (Ivor Tower) und „Terrorfels“ (Ebon Keep). In Chaosturm macht man die Bekanntschaft des bösen Zwillings von Gunilla von Fettamsel. Auch Chaosturm beherbergt einen Tauschmarkt, dieser ist allerdings um einiges kleiner. Terrorfels ist durch den Einfluss des bösen Zwillings verlassen und verkommen und nur noch von Gunilla von Fettamsel und dem Bastler „Professor Gallenstein“ bewohnt. Hier findet der Spieler die Bazooka wieder, die er zu Beginn des Spiels in Prähistoria verlor. Hinter Schloss Terrorfels findet sich der Turm von Gallensteins Bruder „Nierenfels“. Um von Chaosturm nach Terrorfels zu gelangen, muss der Spieler außerdem einen dunklen, irrgartenähnlichen Wald durchqueren. Gegner sind unter anderem angriffslustige Igel, umherspringender Schleim, fliegende Schädel und Drachen. Bezahlt wird mit Goldmünzen.
- Assitopia (Omnitopia) – Zu Beginn des Spiels trifft der Spieler in dieser Epoche in Evermore ein, wird jedoch von Edgar vorerst aus dem Weg geräumt. Die letzte Epoche, in der es zum finalen Gefecht kommt, ist in einer hochtechnischen Weltraumkolonie angesiedelt. Hier muss sich der Spieler durch einen Irrgarten von Tunnelsystemen und unterirdischen Nutzräumen durchschlagen. Hier trifft man auf Professor Seltsam und arbeitet an den Plänen zur Rückkehr nach Großostheim. Waffen und Rüstzeug sind jetzt sehr futuristisch und sehr stark, außerdem kann man hier Munition für die Bazooka kaufen. Gegner sind unter anderem Roboter, Mutanten, Maschinen und gefangene Kreaturen anderer Epochen. Bezahlt wird mit Kreditkarten.

## Spielsystem

### Charakterentwicklung
Beide Charaktere sammeln durch das Besiegen von Gegnern Erfahrung, die zwischen ihnen aufgeteilt wird. Wurde genügend Erfahrung gesammelt, steigt ein Charakter einen Level auf. Mit einem Levelanstieg erhöhen sich die maximalen Trefferpunkte, Angriffs-, Abwehr- und magische Abwehrkraft sowie prozentuale Ausweich- und Trefferchancen. Der Status kann jederzeit im Ringmenü unter „Befinden“ eingesehen werden.

### Waffen
Angelehnt an Secret of Mana, kann auch der Umgang mit den mitgeführten Waffen verbessert werden. Durch das Besiegen von Gegnern steigt das Waffentalent langsam an. Wurden genug Gegner besiegt, steigt die Waffe einen Level auf und kann für kräftigere Angriffe durch Drücken und Halten des Angriffsknopfs aufgeladen werden. Anders als in Secret of Mana hinterlassen Endgegner keine „Orbs“ zum Umbauen der Waffen für das nächste Waffenlevel. Stattdessen findet man in jeder Epoche jeweils drei Waffen jeder Gattung (Schwert, Axt, Speer) in immer stärkeren Varianten, welche ihrerseits wieder im Umgang aufgewertet werden müssen. Das Maximallevel wurde hierbei auf 3 festgelegt. Einzige Ausnahme bildet die Bazooka. Sie kann nicht aufgewertet werden und benutzt verschiedene Arten von Geschossen unterschiedlicher Stärke.

### Kämpfe
Kämpfe finden in Echtzeit statt. Spieler als auch Gegner können sich frei auf dem Feld bewegen und jederzeit einen Angriff ausführen. Nach einer Attacke muss man warten, bis sich der Charakter wieder zu 100 % gesammelt hat um wieder mit ganzer Kraft zuschlagen zu können. Am unteren Bildschirmrand kann man zur ständigen Kontrolle die Trefferpunkte der Charaktere ablesen. Obwohl in Secret of Mana das Spiel erst als verloren galt, wenn alle spielbaren Charaktere besiegt waren, endet Secret of Evermore, sobald der Junge keine Trefferpunkte mehr hat. Vor dem drohenden Tod warnt ein Piepston. Falls es zum Tod des Knaben kommt, muss man vom letzten Speicherpunkt wieder beginnen, alles nach der letzten Speicherung ist dann verloren. Der Hund kann hingegen beliebig oft mit Hundekuchen oder Alchemie wiederbelebt werden. Zur Heilung kann man auf Gegenstände, Alchemie oder Übernachtungsmöglichkeiten in Städten zurückgreifen. Durch das Besiegen von Gegnern erlangt man außerdem Geld entsprechend der Währung der Epoche, in der man sich befindet.

### Alchemie
Neben Waffen kann der Junge außerdem Alchemie einsetzen, entweder zum Angriff, zur Heilung oder zur vorübergehenden Stärkung bestimmter Attribute. Um Alchemie wirken zu können, benötigt man jeweils zwei Zutaten in bestimmten Mengen. Von jeder Zutat können jeweils 99 Stück mitgeführt werden. Zutaten erlangt man auf verschiedene Weisen, entweder durch erschnuppern durch den Hund, in Behältern oder von Händlern. Alchemie ersetzt in Secret of Evermore die Zauber aus Secret of Mana. Damit bestimmte Zauber verfügbar werden, muss zuvor die zugehörige Formel gefunden und „ausgerüstet“ werden. Man kann nur eine begrenzte Anzahl an Formeln mit sich führen. Bestimmte NSCs erlauben diese Auswahl, oft in Kombination mit dem Speichern des Spielstands und dem Verkauf von Zutaten.

### Tauschwaren & seltene Gegenstände
Tauschwaren kann man das erste Mal in Antika finden. Diese sind auf den Märkten von Allelachema und Chaosturm (später Terrorfels) das Tauschgut, um neben Reis und Gewürz auch kostbarere Tauschwaren wie Seide, Perlen, Juwelenskarabäen oder gar seltene Gegenstände zu erhalten. Seltene Gegenstände können auch abseits von Tauschmärkten gefunden werden und haben einen dauerhaften, passiven Effekt, der dem Spieler Vorteile einbringt, solange sie in seinem Besitz sind.

## Rezeption
Secret of Evermore erhielt positive Bewertungen von den damaligen bekannten Medien.
- Nintendo Power lobte das Spiel für seine Grafik, seinen Sound, seine Spielsteuerung, seine Story und seine Vielfalt aber kritisierte es jedoch für sein umständliches Kampfsystem und seine einfache KI. Vor allem wurde die Qualität der musikalischen Kompositionen und Soundeffekte gelobt.
- Electric Playground (Victor Lucas) lobte das Spiel und sagte, dass es zwar nicht die Höhe von Chrono Trigger oder Final Fantasy VI erreicht habe aber dennoch eine sehr erfreuliche Erfahrung gewesen sei.
- Gamefan lobte das Spiel. Zwei waren skeptisch, dass ein in Amerika hergestelltes Rollenspiel zu den intern produzierten Titeln von Square wie Final Fantasy passen könnte, aber sie waren von dem Spiel beeindruckt. Ein Rezensent bemerkte jedoch, dass er die Kunst im japanischen Stil vermisste, die in anderen Square-Spielen zu finden war, und obwohl die Kunst in Secret of Evermore gut war, richtete sie sich an ein amerikanisches Publikum.
- Mega Fun argumentierte, es sei mit diesen Spielen vergleichbar, mit Grafiken, die fast genauso gut waren. Andere argumentierten, dass Secret of Evermore ein anständiger erster Versuch des amerikanischen Teams sei.

## Trivia
- Es gibt mehrere Verweise auf Spiele der Final-Fantasy-Reihe:
  - Während des Kolosseumkampfs sind die Hauptfiguren aus Final Fantasy VI auf der Tribüne zu sehen. Von links nach rechts - Locke, Mog, Relm, Strago, Terra und Umaro.
  - Der Spieler trifft Cecil Harvey von Final Fantasy IV, der jetzt einen Waffenladen in Ebon Keep betreibt und dem Spieler einen Rabatt gewährt, wenn er verrät, dass er von seinen Abenteuern gehört hat.
  - Der Spieler kann ein Chocobo-Ei auf einem Markt kaufen, ein Hinweis auf die Final-Fantasy-Serie. Trefferpunkte des Spielers wird erhöht.

- Es wird allgemein angenommen, dass der Hauptheld ein Hinweis auf Marty McFly aus Zurück in die Zukunft ist. Beide Charaktere reisen durch die Zeit, verwenden den Begriff "schwer" und tragen eine orangefarbene Weste. Der Hauptheld hat auch ein starkes Interesse an Filmen, daher ist dies möglicherweise eine Entwicklung dieser Eigenschaft.

- Der Held erwähnt eine Reihe von fiktiven Filmen während des Spiels, darunter "Es kam aus dem Sumpf" und "Mars braucht Holzfäller". Dies sind sowohl offensichtliche Hinweise auf "Es kam aus dem Weltraum" als auch auf "Mars braucht Frauen".

- Auf der Karte befinden sich zwei separate Inseln, die nicht besucht werden können. Für mindestens eine dieser Inseln war etwas geplant, aber dies wurde schließlich aus dem Spiel gestrichen.

- Zu Beginn des Spiels verlässt der Junge mit seinem Hund das Kino, nachdem er den Film "Adventures of Vexx" gesehen hat. Dies ist ein Hinweis auf den ursprünglichen Arbeitstitel "Vex and the Mezmers". Am Ende des Spiels zeigt das Kino den Titel Secret of Evermore.

- 1965 zeigt das Kino den Titel The Adventures of Loxley, wahrscheinlich ein Hinweis auf Robin Hood.

- Das Spielkonzept und die Geschichte sind vom Konzept der virtuellen Realität beeinflusst, das in den 1990er Jahren vorherrschte.

- In der Startstadt Podunk ist im Hintergrund ein "Doughead Software"-Laden zu sehen. Dies scheint eine Anspielung sowohl auf Egghead Software, ein Einzelhandelsunternehmen für Computersoftware von 1984 bis 2001, als auch auf den ausführenden Produzenten (und Lode Runner-Erfinder) Doug Smith zu sein. Doug Smith kann auch die Konzeption von Secret of Evermore zugeschrieben werden, so der leitende Programmierer Brian Fehdrau, der angibt, dass Squaresoft Smith aufgrund seines Vorschlags für ein Rollenspiel mit einem "amerikanischen Motiv" engagiert hat. Squaresoft mochte diese Idee und forderte das Entwicklerteam auf, "ein Spiel wie [Secret of Mana] mit westlichen Themen" zu machen.